# 富田典保
富田 典保（とみた のりやす、1970年4月7日 - ）は、NHKのチーフアナウンサー。

## 人物
東京都北区出身。私立立教小学校、立教中学校、立教高等学校を経て、カナダ国際大学を卒業後、1993年（平成5年）に入局。

## 嗜好・挿話
- 四国地方、東海3県、九州地方3箇所等に赴任した。
- 北九州局のアナウンサー紹介で、「北九州に5年、大分は2度の勤務で通算9年住んでいたので、豊前&豊後に住むのは合計15年目。」とアナウンサー人生の殆どを前任地の大分局と北九州局の2局で過ごしている[2]。

## 現在の出演番組
- ニュースブリッジ北九州（キャスター：2022年4月 - ）（喜多賢治と隔週で担当）
- ニュース845北九州（担当ローテーション制）

## 過去の担当番組
徳島放送局時代
- 兵庫県南部地震臨時報道 | 淡路島からの映像中継第一報を伝える(地震取材班)
- イブニングネットワークとくしま (キャスター)

北九州放送局時代（1度目）
- ニュースシャトル北九州（キャスター）

名古屋放送局時代
- 東海3県・東海北陸のニュース
- ニュース845 （不定期）

大分放送局時代（1度目）
- おおいたホットニュース（キャスター）
- ニュース845おおいた（不定期）
- 大分県のニュース

東京アナウンス室時代（1度目）（2010年8月 - 2012年6月）
- ふるさと自慢うた自慢&ふるさと自慢コンサート
- 首都圏ネットワーク（リポーター）
- NHK BSニュース（キャスター）

津放送局時代（2012年6月 - 2014年6月）
- ほっとイブニングみえ（編集責任・キャスター）
- ニュースみえ（不定期）
- FMラジオニュース（不定期）
- ちょこっと！みえ（編集責任）
- アナウンス統括
- 津放送局制作番組の編集責任

東京アナウンス室時代（2度目）(2014年6月 - 2016年6月)
- BSニュース（0時 - 4時、不定期）

岐阜放送局時代（2016年6月 - 2017年6月）
- ほっとイブニングぎふ（編集責任、キャスター代行など）
- ニュース855岐阜（不定期）
- FMラジオニュース（不定期）
- みのひだ情報局（編集長）
- アナウンス統括
- 岐阜放送局制作番組の編集責任

大分放送局時代（2度目）(2017年6月 - 2021年度）
- しんけんワイド大分（不定期・キャスター代行など）
- いろどりOITA（キャスター・寺澤敏行と隔週担当）
- ニュース845おおいた（不定期）
- 5時いろラジオ（不定期）
- 大分県のニュース・気象情報等
- アナウンス統括代理（デスク業務）

北九州放送局時代（2度目）(2022年度 - )
- 北九州市長選挙開票速報（キャスター・2023年2月5日、福岡県域） - 福岡放送局も同時ネット
- ラジオニュース（九州沖縄、R1・FM）の泊まり勤務担当（2023年8月8日 - 9日） - 応援派遣要員[注釈 1]